# Capparis singularis
Capparis singularis là một loài thực vật có hoa trong họ Capparaceae. Loài này được R.Rankin mô tả khoa học đầu tiên năm 2004.